# マーダーボット (テレビドラマ)
『マーダーボット』（Murderbot）は、Apple TV+向けにポール・ワイツとクリス・ワイツが企画したアメリカのSFアクションコメディ。本作は、コンサルティング・プロデューサーもつとめるマーサ・ウェルズによる『マーダーボット・ダイアリー・シリーズ』第1作の「システムの危殆」をもとにしている。このシリーズでは、タイトルキャラクターとしてアレクサンダー・スカルスガルドが主演している。第1シーズンは2025年5月16日から公開された。2025年7月に第2シーズンの製作が決定された。

## 設定
自分自身をマーダーボットと呼ぶ、メディアに耽溺する民間警備コンサルタント（クローン化された人の組織と機械部品で構成されている）は、危険な任務を遂行し、同時に人間に惹かれ、その弱さに愕然としながらも、新たに獲得した自律性を隠さなければならない。

## 登場人物と配役

### メイン
- マーダーボット
  - 演：アレクサンダー・スカルスガルド/ 声  - 川島得愛
- アイダ・メンサー
  - 演：ノーマ・ドゥメズウェニ（英語版）/ 声 - 反町有里
  - テラフォーミング専門家。プリザベーション連合の理事長でマーダーボットが警備する科学チームのリーダー
- グラシン
  - 演：デヴィッド・ダストマルチャン/ 声 - 清水優譲
  - 技術担当の強化人間
- ピン・リー
  - 演：サブリナ・ウー（英語版）/ 声 - 鎌倉有那
  - 科学者でチームの法律顧問
- ラッティ
  - 演：アクシャイ・カンナ（英語版）/ 声 - 鶴岡聡
  - ワームホール担当者
- バーラドワジ
  - 演：タマラ・ポデムスキー（英語版）/ 声 - 庄司まり
  - 惑星化学者
- アラダ
  - 演：タティアナ・ジョーンズ（英語版）/ 声 - 木村香央里
  - 生物学者

### リカーリング
劇中劇『サンクチュアリームーンの盛衰』の出演者
- エクニー・ジェフ・チェム
  - 演：ジョン・チョー/ 声 - 浪川大輔
  - ホセイン船長役
- アーレッティ
  - 演：クラーク・グレッグ/ 声 - 村治学
  - クレルー中尉役
- ブレイラー・モックジャック
  - 演：ジャック・マクブレイヤー
  - ホードープ＝スクランチ航行士役
- ポードロン・ブリトニー三世ロッチェ
  - 演：デワンダ・ワイズ
  - ナヴボット337 Alt 66役

### ゲスト
- リービービー
  - 演：アナ・コンクル（英語版）
  - 惑星上の別の調査チームのメンバー（原作には登場しないキャラクター）
- リタ / グレイクリス・ブルー
  - 演：アマンダ・ブルジェル（英語版）
- グレイクリス・イエロー
  - 演：デヴィッド・リアル（英語版）

## エピソード
| 通算 話数 | タイトル                                               | 監督               | 脚本                                   | 放送日        |
| --- | ------------------------------------------------------ | ------------------ | -------------------------------------- | ------------- |
| 1 | "ポート・フリーコマース" "FreeCommerce"                | ポール・ワイツ     | 脚本 : ポール・ワイツ & クリス・ワイツ | 2025年5月16日 |
| 人間に苛立ちを覚える民間警備サイボーグが、自分に人間の命令への服従を強いる統制モジュールをハッキングする。破壊されるのを防ぐために新たに獲得した自律性を隠し、気まぐれに自らを「マーダーボット」と名乗るようになる。ある研究チームが保険の条件を満たすためにマーダーボットを調査ミッションに同行させることを余儀なくされるが、彼らにとってそれが奴隷制度に近いものに感じられるために躊躇する。惑星上では、マーダーボットはテレビの再放送、特に連続ドラマ『サンクチュアリー・ムーンの盛衰』を観ることを楽しんでいる。2人の研究者が巨大なムカデのような生物に襲われるが、マーダーボットによって救出される。バーラドワジが重傷を負い、アラダはショック状態に陥る。彼らを居住地に運ぶ途中、マーダーボットはフェイスプレートを下げて人間の顔を見せてアラダを宥める。居住地に戻ったあと、強化人間のグラシンはこの行動や、それ以外のマーダーボットの行動が通常の警備ユニットとは異なることに疑念を抱く。チームは提供された惑星の地図やデータに説明のつかない空白があることに気がつくが、マーダーボットはその理由について一切知らないとメンバーに保証する。 |                                                        |                    |                                        |               |
| 2 | "アイコンタクト" "Eye Contact"                         | クリス・ワイツ     | クリス・ワイツ & ポール・ワイツ        | 2025年5月16日 |
| マーダーボットに疑念を抱いたグラシンは、遠方の未踏の地点を調査する際に警備ユニットを同行させないようにメンサーを説得する。現地でメンサーは次第に混乱し始め、以前他のものたちを襲ったのと同種の生物が彼女に迫る。しかしながら、その生物は彼女を通り過ぎ、異星異物によって殺された死骸が集まった一ヶ所に引き寄せられる。一方、居住地ではマーダーボットが会話や視線を合わせることに不快感を覚える中で、グラシンから「自分のプログラムの範囲を越えて行動しているのではないか」と問いただされる。グラシンは、マーダーボットがなんらかの記憶を削除されている可能性を危惧するようになる。 |                                                        |                    |                                        |               |
| 3 | "危険度" "Risk Assessment"                             | タオ・フレイザー   | ポール・ワイツ & クリス・ワイツ        | 2025年5月23日 |
| 欠落した地図や古代の異星文明の技術についての手がかりを求め、乗組員たちは惑星の反対側にいるもう一つの調査隊に通信を試みるが、応答は得られなかった。彼らの身を案じた結果、調査に向かう決断を下す。グラシンとバーラドワジは基地に残り、他の乗組員たちが出発する。別の居住地に到着した一行の中で、マーダーボットは武器を配り、調査の先頭に立つ。マーダーボットは単独で建物内に入り、そこにいた者たちが死亡し、他の警備ユニットも破壊されているのを発見する。マーダーボットは真実を伏せ、「異常はなかった」と仲間に偽りの報告をする。その後、マーダーボットは別の警備ユニットに襲撃され、これを撃退するが、さらに別のセキュリティユニットが背後から接近してくる。 |                                                        |                    |                                        |               |
| 4 | "脱出プロトコル" "Escape Velocity Protocol"            | タオ・フレイザー   | クリス・ワイツ & ポール・ワイツ        | 2025年5月30日 |
| マーダーボットは、敵対的な警備ユニットに引きずられながら、自分が無力であり、『サンクチュアリー・ムーン』の幻覚を見ていることに気づく。激しい戦闘ののち、敵対ユニットはマーダーボットに戦闘用オーバーライド・モジュールを強制的に装着する。メンサーがマーダーボット救出に現れ、さらにチームの他のメンバーがメンサー救出に現れる。敵対警備ユニットはクルーがホッパーを武器として用いることで撃破されるが、マーダーボットは、自身が戦闘用オーバーライド・モジュールに支配されており、このままではみんなを殺してしまうとつげる。クルーが行動をためらう中、マーダーボットはメンサーの銃を取り、自らを撃つ。 |                                                        |                    |                                        |               |
| 5 | "戦乱の追跡者 無限の試練" "Rogue War Tracker Infinite" | ポール・ワイツ     | ポール・ワイツ & クリス・ワイツ        | 2025年6月6日  |
| メンサーはマーダーボットを居住地に連れ帰る決断をするが、その時デルタフォール遠征隊メンバーのリービービーが現れる。リービービーは、自分の仲間たちが正体不明の暴走警備ユニットによって殺害されたことを認める。プリザベーションのチームは彼女をベースキャンプに連れ帰り、マーダーボットの修理と再起動を行う。依然としてマーダーボットに疑念を抱いているグラシンは、その統制モジュールが契約前の段階ですでにハッキングされていたことを突き止めるが、メンサーはチームを守るために示した行動を根拠に、これからもマーダーボットを信頼すると明言する。これまでの出来事から、一行はこの惑星に未知の敵対的第三勢力が存在すると結論づける。かれらは非常用ビーコンの起動を決定するが、作動しない。メンサーとマーダーボットが手動で起動するために現地に向かうとビーコンが爆発する。 |                                                        |                    |                                        |               |
| 6 | "命令フィード" "Command Feed"                          | オーロラ・ゲレロ   | クリス・ワイツ & ポール・ワイツ        | 2025年6月13日 |
| マーダーボットとメンサーは爆発を生き延びるが、ホッパーが損傷してしまい、マーダーボットは『サンクチュアリー・ムーン』の1シーズン分を保存するために修理マニュアルを削除していた。メンサーがパニック発作に陥った際、マーダーボットはその症状を落ち着かせるために番組の1話を見せて彼女を宥める。二人はマーダーボットの脊髄から取り出した神経繊維を使ってホッパーの修理に成功する。その頃、居住地ではリービービーがプリザベーションの調査結果に関する情報を得ようと試みていた。グラシンがデータ開示を拒むと、彼女は銃を取り出し、グラシンの膝を撃って残りのメンバーを脅迫する。そして自分がデルタフォールのメンバーではなく、第三勢力の一員であることを明かす。マーダーボットが帰還して即座にリービービーを殺害するが、その行動はプリザベーション一行に起きな衝撃を与える。修理が進む中、マーダーボットは他のメンバーがマーダーボットが自分たちに近いと思い込んでいたこと、そしてリービービーを処刑するのが実に気持ち良かったことを思い起こす。 |                                                        |                    |                                        |               |
| 7 | "同じ種の対" "Complementary Species"                   | ローズアン・リアン | ポール・ワイツ & クリス・ワイツ        | 2025年6月20日 |
| 回想の中で、かつてグラシンがメンサーと出会う前に企業リムのスパイとして活動していたことと、自殺願望を抱いていた過去が明かされる。一方、PresAuxチームは、敵対する第三勢力が到着する前に居住地から避難するために準備を進めていた。マーダーボットはグラシンの体温が上昇していることを観測する。それでも一行はホッパーに乗って身を隠す行動に出る。チームが状況を協議している最中、ムカデのような生物が2体現れ、交尾を始める。そして産卵を終えると、その卵塊をホッパーに付着させて去っていく。間もなくして、より高性能な警備ユニットが出現し、攻撃を仕掛けてくる。チームはマーダーボットを支援しようとするが、敵ユニットには歯が立たない。しかし、敵ユニットが誤って異星生物の卵の一部を破壊したことで、メスの個体が戻ってくる。そしてそれは敵ユニットの頭部をかみちぎり、残った卵塊を回収して姿を消す。その直後、グラシンは傷口の感染により倒れる。マーダーボットは医療ベイに戻ることに反対するが、メンサはその忠告に従わず、彼を居住地の医療施設へ連れて戻るよう命じる。 |                                                        |                    |                                        |               |
| 8 | "異物" "Foreign Object"                                | オーロラ・ゲレロ   | クリス・ワイツ & ポール・ワイツ        | 2025年6月27日 |
| マーダーボットはPresAuxチームとともに居住地へ戻る。セキュリティカメラの映像には、彼らの不在中にさらなる高性能な警備ユニットと、グレイクリスと判明した敵対的第三勢力の代表者が居住地を訪れ、交渉のための会合地点への招待状を残して立ち去った様子が記録されていた。セキュリティチェックを経て、チームはグラシンを医療ベイへ搬送する。バーラドワジが彼の脚の手術を行っている間、マーダーボットはグラシンのデータポートに接続し、痛覚を遮断する。この接続を通じて、グラシンはマーダーボットが自らを「マーダーボット」と呼んでいること、そして過去に57名のクライアントの死亡に関与していた可能性があることを知る。グラシンはその情報をチームに明かし、マーダーボットを非難する。マーダーボットは、自分が実際にそのクライアントたちを殺したのかどうかは分からないと認め、グラシンの「欠陥があり、危険であるかもしれない」という評価に同意する。その後、マーダーボットは自らを隔離し、単独行動に出る。PresAuxチームは、グレイクリスが異星文明の遺物を違法に回収しようとしており、その所在を特定した時点で自分たちを抹殺する意図があると結論づける。マーダーボットは、クライアントを見捨てるべきか、あるいは裏切るべきかを考えた末、チームのもとへ戻り、「計画がある」と告げる。                                                                                     |                                                        |                    |                                        |               |
| 9 | "ビーコンの発射場" "All Systems Red"                   | ローズアン・リアン | ポール・ワイツ & クリス・ワイツ        | 2025年7月4日  |
| マーダーボットは、プリザベーションのチームを裏切るふりをして惑星を離れるための取引に出たように見せかけると言う危険な計画を実行に移す。 チームの間には疑念と緊張が走るが、マーダーボットはグラシンにグレイクリスのハブシステムにドローンを通じてアクセスさせ、非常用ビーコンを起動するという真の計画を伏せたままであった。 この欺瞞には、プリザベーションの一行をグレイクリスに引き渡すことを条件に、自分を「破壊済みの資産」として登録させるという取引を装うことも含まれていた。 マーダーボットは敵の注意を引きつけるために、ぎこちない雑談や『サンクチュアリ・ムーン』の引用を交えながら時間を稼ぐ。 その間、PresAuxのチームは遠隔接続を管理し、作戦を進行させる。 計画が成功し始めたそのとき、グレイクリス側はマーダーボットから情報を引き出すために拷問を加えようとする。 メンサーが介入するが、銃撃戦の中で巻き込まれてしまう。 最終的に、マーダーボットはビーコン発射の爆風からメンサーをかばい、グレイクリスのチームは全滅する。マーダーボット自身はその犠牲になりかける。 システムが停止する寸前、マーダーボットは静かに自らに認める――これらの人間たちは、契約によってではなく、自らの意志で守るべき「クライアント」となったのだと。 |                                                        |                    |                                        |               |
| 10 | "長い見回り" "The Perimeter"                           | ポール・ワイツ     | クリス・ワイツ & ポール・ワイツ        | 2025年7月11日 |
| マーダーボットのシステムが再起動すると同時に、企業リムの技術者たちはその記憶を消去し、新たな統制モジュールをインストールする。同じ頃、プリザベーションのチームは、警備ユニットの所在を突き止めるべく企業の代表者と交渉を行っていた。チームは買い取りを申し出ると同時に訴訟をちらつかせて圧力をかけるが、企業側は「記憶はすでに消去された」として要求を拒否する。そこでピン・リーは、証拠保全の名目でマーダーボットの差し押さえを求める仮処分命令を申請する。一方、グラシンは記憶消去の過程でダウンロードされたデータからマーダーボットの記憶を復元しようとし、『サンクチュアリ・ムーン』のエピソードを手がかりにその人格ファイルを発見する。チームはマーダーボットの破壊を阻止し、グラシンは復元した人格データをアップロードする。マーダーボットは、装甲を外すと拡張人間のように見えることを自覚する。チームはマーダーボットに対し、自分たちの母星で自由な存在として暮らすよう招待する。その夜、マーダーボットはひそかにその場を離れようとするが、グラシンに見つかる。彼はマーダーボットに歓迎の気持ちを伝えようとする。マーダーボットは「周囲の警戒を確認しなければならない」と主張し、グラシンが引き下がると、礼を述べる。そして、使用人型のロボットを装って輸送船に搭乗し、出発する。そのころ、メンサーが目を覚まし、マーダーボットが去ったことに気づく。 |                                                        |                    |                                        |               |

## 製作
2021年、原作シリーズの著者マーサ・ウェルズはテレビシリーズ化の可能性が進行中であると述べ、脚本を読んで「本当に興奮している」と語った。シリーズは2022年にApple TV+で制作が開始されたが、2023年の2023年映画俳優組合・米テレビ・ラジオ芸術家連盟ストの影響でキャスティングが遅れた。
ドラマのコンセプトアートは、タムシン・ミュアの『Locked Tomb』シリーズのカバーアートをデザインしたトミー・アーノルドが担当した。
2023年12月にアレクサンダー・スカルスガルドがこのシリーズのプロデュースと主演をつとめることが発表された。2024年2月、デヴィッド・ダストマルチャンとノーマ・ドゥメズウェニがキャストに加わった。同年3月、サブリナ・ウー、タティアナ・ジョーンズ、アクシャイ・カンナ、タマラ・ポデムスキーが加わった。
2025年7月10日に、シリーズの第2シーズン製作が決定された。ショーランナーのクリス・ワイツは、第2シーズンは次の3作を組み合わせたものだと示唆した。

### 撮影
撮影は2024年5月から6月に、カナダのトロントとオンタリオ州の一部で行われた。

## 公開
『マーダーボット』の最初の2エピソードははApple TV+で2025年5月16日に公開され、続くエピソードは毎週公開された。第1シーズンは全10話で構成されている。

## 評価
レビュー収集サイトのRotten Tomatoesでは、『マーダーボット』は71件の批評家のレビューをもとに96％の支持率を得ている。同サイトの批評家のコンセンサスは、「アレクサンダー・スカルスガルドの見事な辛口ウィットが『マーダーボット』に多くの感動をもたらし、ついに殻を破るという爽快で陽気なSFサーガを生み出している」と述べている。加重平均を採用するMetacriticは、28人の批評家から100点満点中70点の評価を受けており、「概ね好評」と評価されている。